# Lijst van onderscheidingen van de 16. SS-Panzergrenadier-Division Reichsführer SS
Dit is een lijst van onderscheidingen van de 16. SS-Panzergrenadier-Division Reichsführer SS.

## Dragers van het Duits Kruis

### In goud
- Albert Ekkehard, SS-Obersturmbannführer, Ia[1]
- Ludwig Gantze, SS-Sturmbannführer, SS Panzergrenadier-Regiment 36[2][3]
- Günther Kaddatz, SS-Hauptsturmführer, SS Panzergrenadier-Regiment 36[4][5]
- Karl Landfried, SS-Hauptsturmführer, SS Panzergrenadier-Regiment 36[6][5]
- Max Saalfrank, SS-Obersturmführer, SS Panzer-Aufklärungs-Abteilung 16[7][8]
- Manfred Schmidt, SS-Hauptsturmführer, SS Panzer-Abteilung 16[9][10]
- Max Simon, SS-Gruppenführer und Generalleutnant der Waffen-SS[11][10]
- Egon Willer, SS-Obersturmführer, SS Panzergrenadier-Regiment 36[12]

## Dragers van het Ridderkruis van het IJzeren Kruis
- Karl Gesele, SS-Obersturmbannführer, SS Sturmbrigade Reichsführer SS[13][14]
- Max Simon, SS-Gruppenführer und Generalleutnant der Waffen-SS[15][16]